# 학림항
학림항은 경상남도 통영시 산양읍 저림리 학림도 섬에 있는 어항이다. 1973년 3월 27일 지방어항으로 지정하여 관리하고 있다. 시설관리자는 통영시장이다.

## 어항 시설
- 방파제 140m, 물양장 136m

## 주요 어종
- 볼락, 가오리, 장어